# Atomrumpf
Der Atomrumpf ist ein Atom ohne Außenelektronen. 
Im Schalenmodell der Atomphysik geht man davon aus, dass sich die Elektronen in Schalen um den Atomkern gruppieren. Wenn die äußerste von Elektronen tatsächlich besetzte Schale gerade ihre Fassungsgrenze erreicht hat (also „voll“ ist), spricht man von einem Schalenabschluss (Edelgaskonfiguration). Wird dieser Zustand dadurch erreicht, dass die Elektronen der äußersten, nicht vollständig besetzten Schale (die Außenelektronen) abgegeben werden (Ionisierung), dann bleibt der Atomrumpf zurück.
Bei Atomen der Elemente Wasserstoff und Helium besteht der Atomrumpf daher lediglich aus dem Atomkern. Bei allen Elementen der zweiten Periode des Periodensystems (Lithium, Bor, Beryllium, Kohlenstoff, Stickstoff, Sauerstoff, Fluor und Neon) besteht der Atomrumpf aus dem Atomkern und den zwei Elektronen der inneren Schale (K-Schale), allgemein besteht er aus dem Atomkern und den inneren abgeschlossenen Schalen.